# Etsuko Ichihara
Pour les articles homonymes, voir Ichihara (homonymie).
Etsuko Ichihara (市原悦子, Ichihara Etsuko), née le 24 janvier 1936 et morte le 12 janvier 2019, est une actrice japonaise.

## Biographie
Etsuko Ichihara commence sa carrière d'actrice au théâtre en 1957 au sein de la compagnie Haiyūza (劇団俳優座, Gekidan Haiyūza) de Tokyo,.
En 1990, elle remporte le prix de la meilleure actrice dans un second rôle aux Japan Academy Prize pour son interprétation dans Pluie noire de Shōhei Imamura.
Elle meurt le 12 janvier 2019 d'une insuffisante cardiaque dans un hôpital de Tokyo.

## Filmographie partielle

### Actrice
- 1957 : Pays de neige (雪国, Yukiguni?) de Shirō Toyoda : une geisha
- 1957 : Le Calme du soir (夕凪, Yūnagi?) de Shirō Toyoda
- 1957 : Onna goroshi abura jigoku (女殺し油地獄?) de Hiromichi Horikawa : la servante Oume
- 1958 : L'Auberge de la gare (喜劇 駅前旅館, Kigeki ekimae ryokan?) de Shirō Toyoda
- 1959 : Méthode d'élevage des hommes (男性飼育法, Dansei shiikuhō?) de Shirō Toyoda : Shizu
- 1959 : Chambre à louer (貸間あり, Kashima ari?) de Yūzō Kawashima : Noriko Takayama
- 1959 : Pèlerinage nocturne (暗夜行路, An'ya kōro?) de Shirō Toyoda : Oyoshi
- 1960 : L'Antiquaire (珍品堂主人, Chinpindō shujin?) de Shirō Toyoda : Akiko
- 1960 : Courant du soir (夜の流れ, Yoru no nagare?) de Mikio Naruse et Yūzō Kawashima : Beniko, une geisha
- 1961 : Wakarete ikiru toki mo (別れて生きるときも?) de Hiromichi Horikawa
- 1962 : Ao beka monogatari (青べか物語?) de Yūzō Kawashima : Asako
- 1962 : Burari burabura monogatari (ぶらりぶらぶら物語?) de Zenzō Matsuyama
- 1964 : Peut-on vivre ainsi ? (われ一粒の麦なれど, Ware hitotsubu no mugi naredo?) de Zenzō Matsuyama
- 1964 : Sueur douce (甘い汗, Amai ase?) de Shirō Toyoda : Sawako
- 1965 : Les Contes du voleur japonais (にっぽん泥棒物語, Nippon dorobō monogatari?) de Satsuo Yamamoto
- 1965 : Kiri no hata (霧の旗?) de Yōji Yamada : Nobuko
- 1966 : Le Visage d'un autre (他人の顔, Tanin no kao?) de Hiroshi Teshigahara
- 1966 : Ichiman sanzennin no yōgisha (一万三千人の容疑者?) de Hideo Sekigawa
- 1966 : Il est respectable de respecter (喜劇 仰げば尊し, Kigeki: Aogeba tōtoshi?) de Minoru Shibuya : Kayo Komatsubara
- 1967 : Rébellion (上位討ち 拝領妻始末, Jōi uchi hairyō tsuma shimatsu?) de Masaki Kobayashi : Kiku
- 1968 : Le Plan déchiqueté (燃えつきた地図, Moetsukita chizu?) de Hiroshi Teshigahara
- 1968 : Wasureru monoka (忘れるものか?) d'Akinori Matsuo : Rumi
- 1969 : Furin kazan (風林火山, Furin kazan?) de Hiroshi Inagaki
- 1970 : Fuji sanchō (富士山頂?) de Tetsutarō Murano : Shigeko
- 1971 : Kuro no shamen (黒の斜面?) de Masahisa Sadanaga
- 1972 : Et tous ces camarades sans voix (あゝ声なき友, Aa koe naki tomo?) de Tadashi Imai : Yoshino
- 1972 : Kogarashi Monjirō: Kakawari gozansen (木枯し紋次郎 関わりござんせん?) de Sadao Nakajima
- 1975 : Isho shiroi shojo (遺書 白い少女?) de Noboru Nakamura
- 1976 : Le Meurtrier de la jeunesse (青春の殺人者, Seishun no satsujinsha?) de Kazuhiko Hasegawa : la mère de Jun
- 1977 : Yakuza sensō: Nihon no don (やくざ戦争 日本の首領?) de Sadao Nakajima : Kiyo Tatsumi
- 1977 : Yatsuhaka-mura (八つ墓村?) de Yoshitarō Nomura : Kotake Tajimi
- 1981 : Le Bonheur (幸福, Kōfuku?) de Kon Ichikawa
- 1989 : Pluie noire (黒い雨, Kuroi ame?) de Shōhei Imamura : Shigeko Shizuma
- 1990 : Ningen no sabaku (人間の砂漠?) de Kōichi Saitō
- 1992 : Ippai no kakesoba (一杯のかけそば?) de Katsumi Nishikawa
- 1997 : L'Anguille (うなぎ, Unagi?) de Shōhei Imamura : Fumie Hattori
- 2003 : Warabi no kō (蕨野行?) de Hideo Onchi : Ren
- 2006 : Baruto no Gakuen (en) (バルトの楽園?) de Masanobu Deme : Sue
- 2015 : Les Délices de Tokyo (あん, An?) de Naomi Kawase : Yoshiko

### Seiyū
- 1967 : Saibōgu 009: Kaijū sensō (サイボーグ００９ 怪獣戦争?) de Yūgo Serikawa : voix de Helena
- 1968 : Horus, prince du Soleil (太陽の王子 ホルスの大冒険, Taiyō no ōji : Horus no daibōken?) d'Isao Takahata : voix de Hilda
- 1970 : Chibikko Remi to meiken Capi (ちびっ子レミと名犬カピ?) de Yūgo Serikawa : voix de Bilblanc
- 2016 : Your Name. (君の名は。, Kimi no na wa.?) de Makoto Shinkai : voix de Hitoha Miyamizu

## Récompenses et distinctions
- 1974 : Prix Kinokuniya
- 1990 : prix de la meilleure actrice dans un second rôle aux Japan Academy Prize pour son interprétation dans Pluie noire[2]
- 1998 : nommée pour le prix de la meilleure actrice dans un second rôle aux Japan Academy Prize pour son interprétation dans L'Anguille[3]